# Ебре
Ебре (фр. Aibre) насеље је и општина у источној Француској у региону Франш-Конте, у департману Ду која припада префектури Монбелијар.
По подацима из 2011. године у општини је живело 460 становника, а густина насељености је износила 102,22 становника/km². Општина се простире на површини од 4,5 km². Налази се на средњој надморској висини од 350 метара (максималној 473 m, а минималној 348 m).

## Демографија
| 1962. | 1968. | 1975. | 1982. | 1990. | 1999. | 2011. |
| ----- | ----- | ----- | ----- | ----- | ----- | ----- |
| 220   | 221   | 258   | 522   | 504   | 455   | 460   |

График промене броја становника у току последњих година